# Bouli Lanners
Philippe "Bouli" Lanners (Eiksken, 20 mei 1965) is een Belgisch acteur, filmregisseur en scenarioschrijver.

## Biografie
Lanners is geboren in 1965 in Moresnet, een deelgemeente van Blieberg in de provincie Luik. Hij studeerde een korte tijd aan de Académie royale des beaux-arts de Liège. Hij was klusjesman terwijl hij zich daarnaast bezighield met schilderen en het regisseren van de humoristische groep Les Snuls en af en toe was hij acteur. Na verloop van tijd begon Lanners meer en meer acteerwerk te doen, vooral in Frankrijk en België. In 1999 schreef en regisseerde Lanners zijn eerste korte film, een roadmovie getiteld Travellinckx.
Twee jaar later werd zijn kortfilm Muno geselecteerd in de sectie Quinzaine des Réalisateurs van het filmfestival van Cannes. Zijn eerste langspeelfilm Ultranova uit 2005 kreeg onder andere de C.I.C.A.E.-prijs op het internationaal filmfestival van Berlijn. De tweede langspeelfilm Eldorado uit 2007 werd ook geselecteerd voor het Quinzaine des Réalisateurs programma in Cannes, en kreeg een aantal filmprijzen op festivals en werd genomineerd voor de César voor beste buitenlandse film. Zijn derde langspeelfilm won ook twee prijzen in de sectie Quinzaine des Réalisateurs.

## Filmografie[1]

### Als acteur
Exclusief korte en televisiefilms
- Toto le héros (1990) : gangster
- Arlette (1997) : Emile
- Les convoyeurs attendent (1999) : coach
- Nello et le chien des Flandres (1999) : politieagent
- Lumumba (2000) : gevangenisbewaker
- Petites misères (2000) : Eddy
- Faites comme si je n'étais pas là (2000) : dokter
- Pauline et Paulette (2001) : taxichauffeur
- Des plumes dans la tête (2003) : Sergio
- En territoire indien (2003) : gendarme
- L'Autre (2003) : directeur van het instituut
- Madame Edouard (2004) : Gégé
- Atomik Circus (2004) : Chip
- Un long dimanche de fiançailles (2004) : Chardolot
- Aaltra (2004) : zanger
- Quand la mer monte... (2004) : marktbaas
- Cinéastes à tout prix (2005)
- Bunker Paradise (2005) : David d'Ermont de Viard
- Enfermés dehors (2006) : Youssouf
- Avida (2006) : de verzamelaar
- Où est la main de l'homme sans tête (2006) : Mathias
- Cowboy (2007) : Debaest
- Asterix en de Olympische Spelen (2007) : Samagas
- J'ai toujours rêvé d'être un gangster (2008) : Léon
- Eldorado (2008) : Yvan
- Louise-Michel (2008) : Michel Pinchon
- Panique au village (2009) : Simon, postbode (stem)
- Rien de personnel (2009) : Pierrick Barbieri
- Le Vilain (2009) : Nick Korazy
- Chicas (2010) : Maurice
- Blanc comme neige (2010) : Simon
- Mammuth (2010) : le recruteur
- Kill Me Please (2010) : Vidal
- Sans queue ni tête (2010) : Xavier Demestre
- Rien à déclarer (2011) : Bruno Vanuxem
- Des vents contraires (2011) : M. Bréhel
- De rouille et d'os (2012) : Martial
- Le Grand soir (2012) : de bewaker
- Asterix & Obelix bij de Britten (2012) : Grossebaf
- 11.6 (2013) : Arnaud
- La Grande Boucle (2013) : Rémi
- La Confrérie des larmes (2013) : le Hibou
- Neuf mois ferme (2013) : politieagent
- Lulu femme nue (2013) : Charles Castanaud
- Les Vacances du petit Nicolas (2014) : M. Bernique
- Tous les chats sont gris (2015) : Paul
- Je suis mort mais j'ai des amis (2015) : Yvon
- Les Premiers, les Derniers (2016) : Gilou
- Réparer les vivants (2016) : Dokter Pierre Révol
- Troisièmes noces (2018) : Martin
- Tueurs (2018) : commissaris Danny Bouvy

### Als regisseur
- Travellinckx (kortfilm, 1999)
- Muno (kortfilm, 2001)
- Ultranova (2005)
- Eldorado (2008)
- Les Géants (2011)
- Les Premiers, les Derniers (2016)